# 対馬市立小綱小学校
対馬市立小綱小学校（つしましりつ こづなしょうがっこう, Tsushima City Kozuna Elementary School）は、長崎県対馬市豊玉町
小綱にあった公立小学校。
2021年（令和3年）3月末に閉校し、対馬市立豊玉小学校に統合された。

## 概要
歴史
1874年（明治7年）に文部省によって正式に設置認可された「第五大学区第四中学区（大船渡学区）小綱小学校」を前身とする。2009年（平成21年）に創立135周年を迎えた。

校章
中央に校名の「小綱」の文字（縦書き）を置く。
校歌
作詞は賀島由己、作曲は浦克己による。歌詞は2番まであり、両番とも校名の「小綱」が登場する。
校区
住所表記で対馬市豊玉町の後に「志多浦（したうら）、大綱（字キシキシ・字糠（ぬか）を除く）、小綱（こづな）、銘（めい）、田（た）」が続く地区。
中学校区は対馬市立豊玉中学校。

## 沿革
- 1873年（明治6年）11月 - 小綱村に「小綱小学校」が創立。
- 1874年（明治7年）6月1日 -「第五大学区第四中学区（大船越学区）小綱小学校」の設置が文部省によって正式に認可。
- 1883年（明治16年）- 「仁位学区公立中等仁位小学校下等小綱分校」に改称。
- 1886年（明治19年）7月 - 小学校令により、中等科・初等科を廃止の上、簡易科を設置し、「卯麦学区簡易小綱小学校」に改称。
- 1891年（明治24年）
  - 2月11日（現・建国記念の日） - 教育勅語謄本を下賜。
  - 9月1日 - 尋常科（修業年限4ヶ年）を設置の上、「卯麦学区尋常小綱小学校」に改称。
- 1893年（明治26年）4月 - 「小綱尋常小学校」に改称（「尋常」の位置が変更される）。
- 1901年（明治34年）- 田（た）・銘（めい）・志多浦（したうら）に分教場を設置。
- 1902年（明治35年）- 銘分教場と志多浦分教場を廃止。
- 1903年（明治36年）- 田分教場が分離の上、田尋常小学校として独立。
- 1908年（明治41年）4月 - 義務教育期間が尋常科4年から尋常科6年まで延長。これに伴い、尋常科5年を設置。下県郡奴加岳[8]村が発足し、その所管となる。
- 1909年（明治42年）4月 - 尋常科6年を設置。
- 1912年（明治45年）6月 - 校舎がせまく、従来の校舎に加え、民家数軒を借用し授業を実施。
- 1915年（大正4年）4月 - 高等科を併置し、「小綱尋常高等小学校」に改称。尋常科5・6年生を田尋常小学校へ委託。
- 1916年（大正5年）4月 - 田尋常小学校を統合し、再び田分教場とする。
- 1917年（大正6年）5月 - 小綱農業補習学校を併置。
- 1930年（昭和5年）
  - 8月24日 - 校舎の西裏側でがけ崩れが起こる。
  - この年 - 校舎を新築。
- 1939年（昭和14年）6月1日 - 青年学校令により、併置の小綱農業補習学校が小綱青年学校に改称。
- 1941年（昭和16年）4月1日 - 国民学校令により、「奴加岳村立小綱国民学校」に改称。尋常科を初等科に改称（初等科6年・高等科2年）。
- 1947年（昭和22年）4月1日 - 学制改革（六・三制の実施）。
  - 旧・小綱国民学校の初等科が改組され、「奴加岳村立小綱小学校」となる。
  - 旧・小綱国民学校の高等科および旧・小綱青年学校が改組され、奴加岳村立小綱中学校となり小学校に併設。当分の間小学校と青年学校の校舎を利用。
- 1948年（昭和23年）10月1日 - 中学校校舎が完成。
- 1952年（昭和27年）12月 - 運動場を拡張。
- 1953年（昭和28年）12月4日 - 家事室を消失。
- 1955年（昭和30年）
  - 3月20日 - 仁位村と奴加岳村の合併により豊玉村が発足。これに伴い、「豊玉村立小綱小学校・中学校」に改称。
  - 10月 - 中学校校舎を増築。
- 1956年（昭和31年）11月5日 - 校章を制定。
- 1960年（昭和35年）- 在籍児童数が最大の285名を記録する[9]。
- 1961年（昭和36年）7月 - JRCに加盟。
- 1962年（昭和37年）- 豪雨で山崩れが発生。
- 1963年（昭和38年）3月 - 特別教室が完成。
- 1965年（昭和40年）3月 - 給食室が完成。
- 1975年（昭和50年）4月1日 - 豊玉村の町制施行により、「豊玉町立小綱小学校・中学校」となる。
- 1976年（昭和51年）4月1日 - 豊玉町立小綱中学校が廃止[10]され、併設を解消し単独校となる。
- 1980年（昭和55年）3月31日 - 鉄筋コンクリート造3階建て校舎が完成。運動場を整備[3]。
- 1988年(昭和63年）3月1日 - 体育館が完成[3]。
- 1990年（平成2年）6月27日 - 校旗を制定[3]。
- 2004年（平成16年）3月1日 - 対馬市の発足に伴い、「対馬市立小綱小学校」（現校名）となる。
- 2021年（令和3年）
  - 3月14日 - 閉校式を挙行[9]。
  - 3月31日 - 対馬市立豊玉小学校への統合により、閉校[2][3]。
    - 147年間の歴史に幕を下ろした。最終の在校児童数は13名（卒業予定者を含む）[3][9]。

## アクセス
最寄りのバス停
- 対馬交通　小綱循環（佐保廻り）「小綱」バス停

最寄りの道路
- 長崎県道39号上対馬豊玉線

## 周辺
- 小綱郵便局
- 対馬市立小綱へき地保育所
- 対馬南警察署小綱警察官駐在所（2006年（平成18年）3月に水崎警察官駐在所に統合の上廃止された。）
- 大綱診療所
- 小綱漁港
- 観音寺 - 観世音菩薩坐像が長崎県文化財に指定されている[11]。